# D910 (Hauts-de-Seine)
De D910 is een departementale weg in het Franse departement Hauts-de-Seine, ten westen van Parijs. De weg loopt van de Porte de Saint-Cloud in Parijs via Sèvres naar de grens met Yvelines. In Yvelines loopt de weg als D10 verder naar Versailles.

## Geschiedenis
Oorspronkelijk was de D910 onderdeel van de N10. In 2006 werd de weg overgedragen aan het departement Hauts-de-Seine, omdat de weg geen belang meer had voor het doorgaande verkeer. De weg is toen omgenummerd tot D910.